# Georg von Bitter
Georg von Bitter (23 de Março de 1921 - 13 de Janeiro de 1945) foi um comandante de U-Boot que serviu na Kriegsmarine durante a Segunda Guerra Mundial.